# 黑腳側猿金花蟲
黑腳側猿金花蟲（学名：Osnaparis nucea）为金花蟲科側猿金花蟲屬下的一个种。